# Hilja Pärssinen
Pour les articles homonymes, voir Pärssinen.
Hilja Pärssinen, née le 13 juillet 1876 à Halsua et morte le 23 septembre 1935 à Helsinki, est une femme politique finlandaise. Étant l'une des dix-neuf premières femmes élues au Parlement finlandais, elle est l'une des premières femmes au monde à siéger dans une assemblée législative nationale. Hilja Pärssinen a eu comme idée pour inciter les femmes à se rendre dans les urnes de créer une journée de la femme, qui rapidement se répandra en dehors de l'Europe[réf. nécessaire].

## Biographie
Fille d'un ecclésiastique, elle devient enseignante en école primaire.
En 1906, la Finlande devient le troisième pays au monde à accorder le droit de vote aux femmes (après la Nouvelle-Zélande en 1893 et l'Australie en 1902), et le deuxième à leur reconnaître le droit de se porter candidates aux élections législatives. L'Australie avait reconnu ce droit en 1902, mais aucune femme n'y avait alors été élue. Représentant le Parti social-démocrate, Hilja Pärssinen est élue députée lors des élections législatives de mars 1907. Députée jusqu'en 1917, elle « cherche à améliorer les conditions de vie des personnes défavorisées ».
À la suite du début de la Révolution russe en 1917, la Finlande déclare son indépendance vis-à-vis de la Russie. Il s'ensuit la guerre civile finlandaise de 1918. Comme beaucoup de sociaux-démocrates radicalisés, Pärssinen participe à l'éphémère République socialiste ouvrière finlandaise, le gouvernement des « Rouges » finlandais (opposés aux « Blancs », comme en Russie),. Avec la défaite des Rouges au printemps 1918, elle fuit en Russie. Elle revient en Finlande l'année suivante, est emprisonnée durant plusieurs années, puis reprend une carrière d'enseignante, cette fois dans le secondaire. Elle est élue à nouveau députée en 1929, et siège jusqu'à sa mort le 23 septembre 1935.